# Dorcasomus ebulinus
Dorcasomus ebulinus är en skalbaggsart som först beskrevs av Johan Christian Fabricius 1787.
Dorcasomus ebulinus ingår i släktet Dorcasomus och familjen långhorningar. Inga underarter finns listade i Catalogue of Life.